# Maurício
Maurício dos Santos Nascimento (São Paulo, 20 de septiembre de 1988) es un futbolista brasileño que juega de defensa en el C. A. Piauiense.

## Carrera
Maurício nació en São Paulo, emergiendo de la cantera de la Sociedade Esportiva Palmeiras y debutando profesionalmente en 2007 durante su etapa como cedido en el Clube de Regatas Brasil de la Serie B. Regresó al club Verdão en 2008, apareciendo en la Série A por primera vez.
El 18 de noviembre de 2009 tuvo un altercado con Obina, compañero del Palmeiras, durante el descanso de un partido contra el Grêmio Foot-Ball Porto Alegrense, y ambos fueron apartados del club un día después. Fue prestado al Grêmio, a la Associação Portuguesa de Desportos, al Esporte Clube Vitória y el Joinville Esporte Clube, antes de quedar como agente libre en 2012. El 5 de enero de 2013 se unió al Sport Club do Recife.
El 4 de julio de 2013 se desplazó al extranjero por primera vez, firmando un contrato por cinco años con el Sporting Clube de Portugal. En su primera aparición en Primeira Liga el 18 de agosto, ayudó al club a remontar contra el F. C. Arouca al que finalmente vencieron por 5-1, anotando un gol después de un saque de esquina en el minuto 30.
Más tarde, en la ventana de transferencia de enero de 2015, fue cedido a la S. S. Lazio de la Serie A hasta junio, acordando comprar sus derechos deportivos al final de la campaña por 2,6 millones. El siguiente 29 de agosto, siendo ya propiedad de la entidad italiana, se marchó en condición de cedido al Spartak de Moscú de la Liga Premier de Rusia, ayudando al club a conquistar la liga. El 28 de febrero de 2018 fue nuevamente cedido, esta vez al Legia de Varsovia de la Ekstraklasa de Polonia.

## Palmarés

### Títulos estatales
| Título              | Club            | Estado    | Año  |
| ------------------- | --------------- | --------- | ---- |
| Campeonato Paulista | S. E. Palmeiras | São Paulo | 2008 |

### Títulos nacionales
| Título                 | Club                     | País     | Año     |
| ---------------------- | ------------------------ | -------- | ------- |
| Copa de Portugal       | Sporting C. P.           | Portugal | 2014-15 |
| Liga Premier de Rusia  | F. C. Spartak de Moscú   | Rusia    | 2016-17 |
| Copa de Polonia        | Legia de Varsovia        | Polonia  | 2017-18 |
| Ekstraklasa            | Legia de Varsovia        | Polonia  | 2017-18 |
| Malasia Charity Shield | Johor Darul Takzim F. C. | Malasia  | 2019    |
| Superliga de Malasia   | Johor Darul Takzim F. C. | Malasia  | 2019    |
| Copa de Malasia        | Johor Darul Takzim F. C. | Malasia  | 2019    |
| Malasia Charity Shield | Johor Darul Takzim F. C. | Malasia  | 2020    |
| Superliga de Malasia   | Johor Darul Takzim F. C. | Malasia  | 2020    |
| Malasia Charity Shield | Johor Darul Takzim F. C. | Malasia  | 2021    |
| Superliga de Malasia   | Johor Darul Takzim F. C. | Malasia  | 2021    |